# Piliske (Bodzafordulói-hegyek)
A Piliske (románul: Pilisca) a Bodzafordulói-hegyek legmagasabb pontja. Kovászna megye és Brassó megye határán fekszik, a Brassói-medence keleti szélén.

## Leírása
A hegység területén Kovászna és Brassó megye osztozik jelenleg, régebben teljesen Háromszék vármegyéhez tartozott ahogy Keresztvár is. A keresztvári Piliske legmagasabb csúcsa 1222 méter és valahol a hegyen, de biztosan jóval lejjebb létezett a keresztes lovagok 1200-as évek táján épített vára, amiről a falut is később (1905-ben) elnevezték. A lovagokat a magyar király kiűzte 1235-ben, mivel a Barcaságot függetleníteni akarták a magyar koronától, de a telepesek maradhattak. A vár maradványai eltűntnek vannak tekintve. Valószínűleg lerombolták a lovagok távozása után, maradványait meg a közben megnyílt kőfejtő tüntette el, de lehetne még utána kutatni.
A hegységet alul csertögy, feljebb bükkerdők borítják. Kisebb tisztások, kaszálók is találhatók, de lényegében a hegység erdős egészen a tetejéig. Vadvilága változatos, például rengeteg kankalin nő a berkein.Bár a csúcsáról az erdők miatt nincs jó kilátás, ám majdnem az egész háromszéki-barcasági medencét belátni. Emiatt stratégiailag kiemelt hely volt, amellett, hogy a Moldvába vezető Bodzai-szorost illetve az arra vezető Nyéni-szorost (Pasul Teliu) is ellenőrizte.